# کاهش فوربوش
به کاهش سریع در شدت مشاهده‌شدهٔ پرتو کیهانی پس از وقوع یک خروج جرم از تاج خورشیدی (CME) کاهش فوربوش (انگلیسی: Forbush decrease) می‌گویند. این پدیده به دلیل میدان مغناطیسی باد خورشیدی پلاسمایی رخ می‌دهد که بخشی از پرتوهای کیهانی کهکشانی را از زمین دور می‌کند. این پدیده به نام فیزیک‌دان آمریکایی، اسکات فوربوش، نام‌گذاری شده است که در دهه‌های ۱۹۳۰ و ۱۹۴۰ به مطالعه پرتو کیهانی پرداخت.

## مشاهده

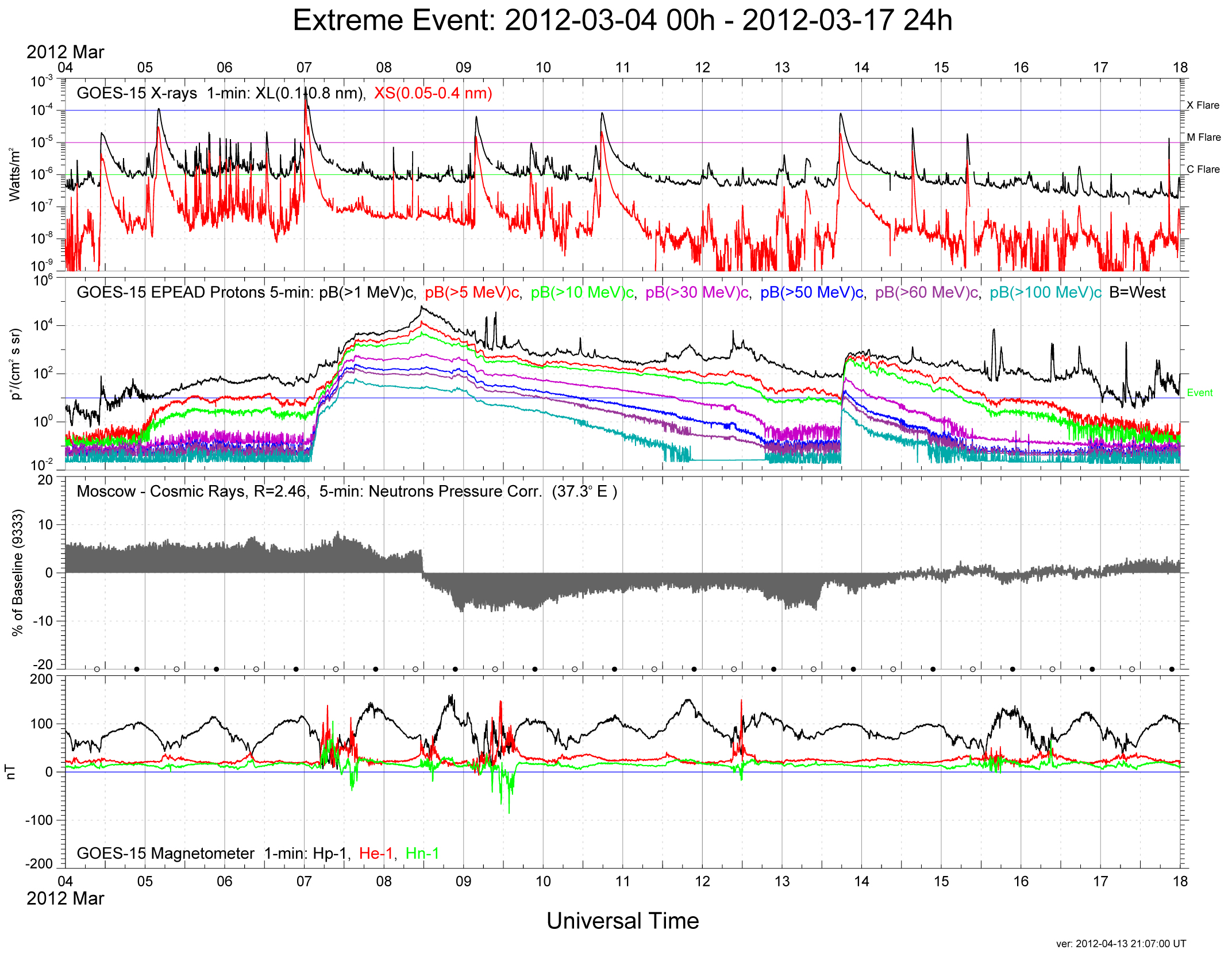
کاهش فوربوش در مارس ۲۰۱۲.

کاهش فوربوش معمولاً توسط آشکارساز ذرات روی زمین طی چند روز پس از CME مشاهده می‌شود و این کاهش طی چند ساعت رخ می‌دهد. در روزهای بعد، شدت پرتوهای کیهانی کهکشانی به حالت عادی بازمی‌گردد. کاهش فوربوش همچنین توسط انسان‌ها در ایستگاه‌های فضایی نظیر ایستگاه فضایی میر و ایستگاه فضایی بین‌المللی (ISS) مشاهده شده است. این پدیده در نقاط دیگر منظومه شمسی داخلی مانند مدارگرد خورشیدی، در مریخ توسط آزمایشگاه علمی مریخ و ابزار ارزیابی تابش آن، و با مدارگرد ماون نیز ثبت شده است. علاوه بر این، در منظومه شمسی خارجی نیز توسط ابزارهای فضاپیماهای پایونیر ۱۰، پایونیر ۱۱، وویجر ۱ و وویجر ۲ حتی در ورای مدار نپتون مشاهده شده است.
مقدار کاهش فوربوش به سه عامل بستگی دارد:
- اندازه CME
- شدت میدان‌های مغناطیسی در CME
- نزدیکی CME به زمین

کاهش فوربوش گاهی به‌عنوان کاهشی حداقل ۱۰ درصدی در پرتوهای کیهانی کهکشانی روی زمین تعریف می‌شود، اما معمولاً بین ۳ تا ۲۰ درصد متغیر است. دامنه این کاهش به شدت به انرژی پرتوهای کیهانی بستگی دارد که توسط ابزار خاصی مشاهده می‌شود؛ به‌طوری که انرژی‌های پایین‌تر معمولاً کاهش بیشتری نشان می‌دهند. کاهش‌هایی تا ۳۰ درصد یا بیشتر نیز در ایستگاه فضایی بین‌المللی ثبت شده است.
نرخ کلی کاهش‌های فوربوش معمولاً با چرخه ۱۱ ساله لکه خورشیدی همخوانی دارد. محافظت از فضانوردان در برابر پرتوهای کیهانی کهکشانی نسبت به بادهای خورشیدی دشوارتر است؛ بنابراین، فضانوردان در آینده ممکن است در دوره‌های کمینه خورشیدی که اثر سرکوب‌کننده CMEها کمتر است، بیشترین بهره را از سپرهای تابشی ببرند.

## تأثیر بر جو
مقاله‌ای بازبینی‌شده در سال ۲۰۰۹ نشان داد که ابرهای کم‌ارتفاع پس از کاهش فوربوش، آب مایع کمتری دارند و در رویدادهای تأثیرگذارتر، آب مایع در جو اقیانوسی ممکن است تا ۷ درصد کاهش یابد.
با این حال، تحقیقات دیگری که مورد بازبینی قرار گرفته‌اند، ارتباطی بین کاهش فوربوش و ویژگی‌های ابرها پیدا نکردند، تا زمانی که ارتباطی در تغییرات دمای روزانه شناسایی شد و سپس در داده‌های ماهواره‌ای تأیید شد.